# Bernard Cyril Freyberg
Bernard Cyril Baron Freyberg VC, GCMG, KCB, KBE, DSO in 3 ploščice, novozelandski general, * 21. marec 1889, † 4. julij 1963.
Med letoma 1946 in 1952 je bil generalni guverner Nove Zelandije.